# Sonaco
Sonaco – miasto w północnej Gwinei Bissau; w regionie Gabú nad rzeką Gêba; 2321 mieszkańców (2009).
Większość mieszkańców miasta i regionu pochodzi z ludu Fulbe.

## Sektor Sonaco
Sektor o powierzchni 784 km². zamieszkuje 37804 osób (2009).
Siedziba sektora Sonaco, cały sektor obejmuje 152 wioski i osady, wiele z nich to małe osady plemienne (Tabancas), na czele których stoi wódź lub tzw. król społeczności. Do największych wsi w sektorze należą:
- Fase (1979 mieszkańców w dwóch koloniach)
- Madina Sori (1093 mieszkańców)
- Mafanco (1020 mieszkańców w dwóch koloniach)
- Paunca (1718 mieszkańców w dwóch koloniach)
- Saucunda (1483 mieszkańców w dwóch koloniach)
- Sintchã Samba Joquel (903 mieszkańców)
- Sonaco (2321 mieszkańców w siedmiu koloniach)
- Tonhataba (809 mieszkańców w trzech koloniach)